# Philodendron oblongum
Philodendron oblongum là một loài thực vật có hoa trong họ Ráy (Araceae). Loài này được (Vell.) Kunth miêu tả khoa học đầu tiên năm 1841.